# Mathieu d'Escouchy
Mathieu d'Escouchy ou Matthieu d'Escouchy, né à Quesnoy-Le-Comte vers 1420 et mort à Péronne vers 1482, est un chroniqueur et notable picard, témoin des ultimes épisodes de la guerre de Cent Ans et des débuts du règne de Louis XI.
Continuateur de l’œuvre d'Enguerrand de Monstrelet, sa Chronique s'étend du 20 mai 1444 à la mort de Charles VII en 1461.
Les Chroniques de Mathieu de Coussy ont été publiées pour la première fois en 1661 par Denis Godefroy dans son Histoire de Charles VII, roi de France.
En 1864, Gaston Du Fresne de Beaucourt a publié un Supplément aux preuves de la Chronique de Mathieu d'Escouchy.

## Repères biographiques

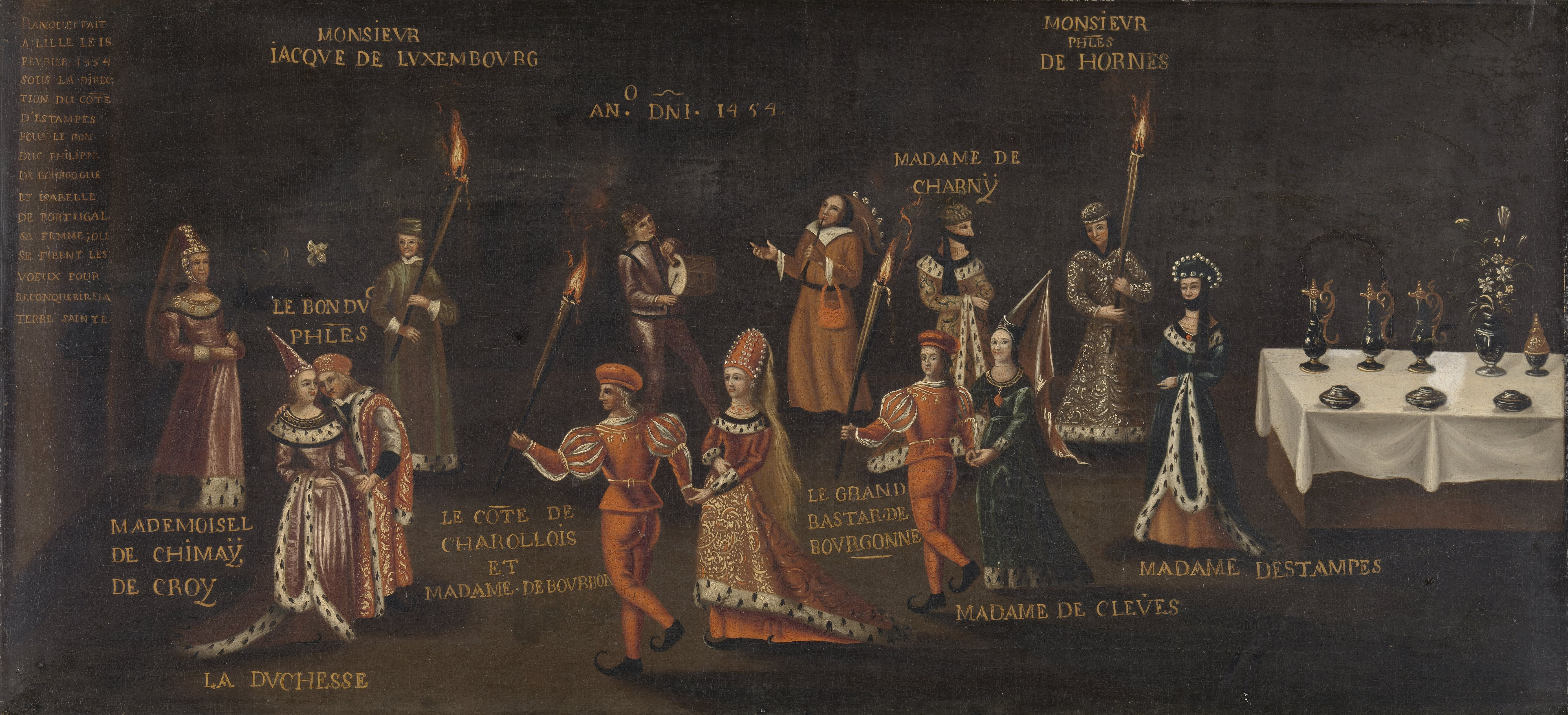
Le Vœu du faisan (anonyme), cérémonie décrite par d'Escouchy dans ses Chroniques.

Sa Chronique est une continuation de celle de son compatriote, Enguerrand de Monstrelet, dont on trouve des extraits manuscrits mêlés au troisième volume. Matthieu d'Escouchy couvre les années 1444-1461 avec un point de vue favorable à la Maison de Bourgogne, malgré des volontés d’impartialité. Il rallia par la suite le service de Louis XI, qu'il accompagnait à la bataille de Montlhéry (16 juillet 1465), ce qui lui valut l'anoblissement. Comme la plupart des clercs de son temps, ses récits reflètent une fascination pour les beaux faits d'armes, le lustre des tournois et le lignage des personnages décrits. Il a laissé un récit du Banquet du Vœu du Faisan, cérémonie fastueuse tenue à Lille en 1454 par le duc Philippe le Bon, dont la cour a donné le ton de l'élégance pour le reste du XVe siècle.
Il fut nommé échevin et prévôt de Péronne. Accusé, arrêté et torturé, il fut reconnu innocent et finalement relaxé. 
Certains historiographes et antiquaires ont cru pouvoir rapprocher le patronyme Escouchy de celui des seigneurs de Coucy.